# Coppa del Mondo di biathlon 1995
La Coppa del Mondo di biathlon 1995 fu la diciottesima edizione della manifestazione organizzata dall'Unione Internazionale Biathlon; ebbe inizio l'8 dicembre 1994 a Bad Gastein, in Austria, e si concluse il 19 marzo 1995 a Lillehammer, in Norvegia. Nel corso della stagione si tennero ad Anterselva i Campionati mondiali di biathlon 1995, validi anche ai fini della Coppa del Mondo, il cui calendario non contemplò dunque interruzioni.
In campo maschile furono disputate 14 gare individuali e 8 a squadre in 7 diverse località; il norvegese Jon Åge Tyldum si aggiudicò la coppa di cristallo, il trofeo assegnato al vincitore della classifica generale. Non vennero stilate classifiche di specialità; Patrice Bailly-Salins era il detentore uscente della Coppa generale.
In campo femminile furono disputate 14 gare individuali e 8 a squadre in 7 diverse località; la francese Anne Briand si aggiudicò la coppa di cristallo. Non vennero stilate classifiche di specialità; Svjatlana Paramyhina era la detentrice uscente della Coppa generale.

## Uomini

### Risultati
| Data                                 | Località    | Nazione   | Spec. | Primo                                                                         | Secondo                                                                            | Terzo                                                                       |
| ------------------------------------ | ----------- | --------- | ----- | ----------------------------------------------------------------------------- | ---------------------------------------------------------------------------------- | --------------------------------------------------------------------------- |
| 8 dicembre 1994                      | Bad Gastein | Austria   | IN    | Vladimir Dračëv                                                               | Tomasz Sikora                                                                      | Dmitrij Pantov                                                              |
| 10 dicembre 1994                     | Bad Gastein | Austria   | SP    | Jon Åge Tyldum                                                                | Ole Einar Bjørndalen                                                               | Aleksej Kobelev                                                             |
| 11 dicembre 1994                     | Bad Gastein | Austria   | RL    | Russia Viktor Majgurov Vladimir Dračëv Ėduard Rjabov Aleksej Kobelev          | Italia René Cattarinussi Andreas Zingerle Pieralberto Carrara Patrick Favre        | Norvegia Frode Andresen Halvard Hanevold Ivar Ulekleiv Jon Åge Tyldum       |
| 14 dicembre 1994                     | Bad Gastein | Austria   | IN    | Patrick Favre                                                                 | Vadzim Sašuryn                                                                     | Jaakko Niemi                                                                |
| 16 dicembre 1994                     | Bad Gastein | Austria   | SP    | Sylfest Glimsdal                                                              | Aleh Ryžankoŭ                                                                      | Frank Luck                                                                  |
| 17 dicembre 1994                     | Bad Gastein | Austria   | RL    | Russia Pavel Muslimov Vladimir Dračëv Valerij Kirienko Aleksej Kobelev        | Norvegia Ole Einar Bjørndalen Halvard Hanevold Sylfest Glimsdal Jon Åge Tyldum     | Germania Ricco Groß Peter Sendel Frank Luck Sven Fischer                    |
| 19 gennaio 1995                      | Oberhof     | Germania  | IN    | Wilfried Pallhuber                                                            | Patrice Bailly-Salins                                                              | Ėduard Rjabov                                                               |
| 21 gennaio 1995                      | Oberhof     | Germania  | SP    | Aleksej Kobelev                                                               | Ricco Groß                                                                         | Ole Einar Bjørndalen                                                        |
| 22 gennaio 1995                      | Oberhof     | Germania  | TM    | Germania Ricco Groß Carsten Heymann Frank Luck Sven Fischer                   | Austria Wolfgang Perner Anton Lengauer-Stockner Ludwig Gredler Hannes Obererlacher | Svezia Per Brandt Anders Mannelquist Fredrik Kuoppa Jonas Eriksson          |
| 26 gennaio 1995                      | Ruhpolding  | Germania  | IN    | Patrice Bailly-Salins                                                         | Fredrik Kuoppa                                                                     | Ricco Groß                                                                  |
| 28 gennaio 1995                      | Ruhpolding  | Germania  | SP    | Aleh Ryžankoŭ                                                                 | Ludwig Gredler                                                                     | Patrick Favre                                                               |
| 29 gennaio 1995                      | Ruhpolding  | Germania  | RL    | Germania Ricco Groß Peter Sendel Frank Luck Sven Fischer                      | Italia René Cattarinussi Wilfried Pallhuber Patrick Favre Pieralberto Carrara      | Austria Hannes Obererlacher Wolfgang Perner Reinhard Neuner Ludwig Gredler  |
| Campionati mondiali di biathlon 1995 |             |           |       |                                                                               |                                                                                    |                                                                             |
| 16 febbraio 1995                     | Anterselva  | Italia    | TM    | Norvegia Frode Andresen Dag Bjørndalen Halvard Hanevold Jon Åge Tyldum        | Rep. Ceca Petr Garabík Roman Dostál Jiří Holubec Ivan Masařík                      | Francia Thierry Dusserre Franck Perrot Lionel Laurent Stéphane Bouthiaux    |
| 16 febbraio 1995                     | Anterselva  | Italia    | IN    | Tomasz Sikora                                                                 | Jon Åge Tyldum                                                                     | Aleh Ryžankoŭ                                                               |
| 18 febbraio 1995                     | Anterselva  | Italia    | SP    | Patrice Bailly-Salins                                                         | Pavel Muslimov                                                                     | Ricco Groß                                                                  |
| 19 febbraio 1995                     | Anterselva  | Italia    | RL    | Germania Ricco Groß Mark Kirchner Frank Luck Sven Fischer                     | Francia Lionel Laurent Patrice Bailly-Salins Thierry Dusserre Hervé Flandin        | Bielorussia Igor' Chochrjakov Aljaksandr Papoŭ Aleh Ryžankoŭ Vadzim Sašuryn |
| 9 marzo 1995                         | Lahti       | Finlandia | IN    | Ludwig Gredler                                                                | Hervé Flandin                                                                      | Wilfried Pallhuber                                                          |
| 11 marzo 1995                        | Lahti       | Finlandia | SP    | Aleh Ryžankoŭ                                                                 | Sven Fischer                                                                       | Matjaž Poklukar                                                             |
| 12 marzo 1995                        | Lahti       | Finlandia | RL    | Russia Viktor Majgurov Vladimir Dračëv Ėduard Rjabov Aleksej Kobelev          | Francia Franck Perrot Patrice Bailly-Salins Thierry Dusserre Hervé Flandin         | Finlandia Vesa Hietalahti Ville Räikkönen Harri Eloranta Erkki Latvala      |
| 16 marzo 1995                        | Lillehammer | Norvegia  | IN    | Vesa Hietalahti                                                               | Ludwig Gredler                                                                     | Peter Sendel                                                                |
| 18 marzo 1995                        | Lillehammer | Norvegia  | SP    | Viktor Majgurov                                                               | Johann Passler                                                                     | Ole Einar Bjørndalen                                                        |
| 19 marzo 1995                        | Lillehammer | Norvegia  | RL    | Norvegia Ole Einar Bjørndalen Jon Åge Tyldum Frode Andresen Kjell Ove Oftedal | Francia Raphaël Poirée Patrice Bailly-Salins Thierry Dusserre Hervé Flandin        | Germania Peter Sendel Jens Steinigen Carsten Heymann Sven Fischer           |

Legenda:

IN = individuale

SP = sprint

RL = staffetta

TM = gara a squadre

### Classifiche

#### Generale
| Pos. | Nome                  | Nazione     | Punti |
| ---- | --------------------- | ----------- | ----- |
| 1    | Jon Åge Tyldum        | Norvegia    | 195   |
| 2    | Patrick Favre         | Italia      | 193   |
| 3    | Wilfried Pallhuber    | Italia      | 178   |
| 3    | Ole Einar Bjørndalen  | Norvegia    | 178   |
| 5    | Aleh Ryžankoŭ         | Bielorussia | 169   |
| 6    | Ėduard Rjabov         | Russia      | 148   |
| 7    | Patrice Bailly-Salins | Francia     | 142   |
| 8    | Frank Luck            | Germania    | 130   |
| 9    | Ėduard Rjabov         | Russia      | 129   |
| 9    | Ricco Groß            | Germania    | 129   |

#### Individuale
| Pos. | Nome               | Nazione  | Punti |
| ---- | ------------------ | -------- | ----- |
| 1    | Patrick Favre      | Italia   | 105   |
| 2    | Wilfried Pallhuber | Italia   | 103   |
| 3    | Jon Åge Tyldum     | Norvegia | 100   |
| 4    | Tomasz Sikora      | Polonia  | 99    |
| 5    | Ėduard Rjabov      | Russia   | 85    |

#### Sprint
| Pos. | Nome                 | Nazione     | Punti |
| ---- | -------------------- | ----------- | ----- |
| 1    | Ole Einar Bjørndalen | Norvegia    | 115   |
| 2    | Aleh Ryžankoŭ        | Bielorussia | 105   |
| 3    | Pavel Muslimov       | Russia      | 96    |
| 4    | Jon Åge Tyldum       | Norvegia    | 95    |
| 5    | Patrick Favre        | Italia      | 88    |

#### Staffetta
| Pos. | Nazione  | Punti |
| ---- | -------- | ----- |
| 1    | Russia   | 112   |
| 2    | Germania | 108   |
| 3    | Norvegia | 101   |
| 4    | Francia  | 99    |
| 5    | Italia   | 95    |

#### Nazioni
| Pos. | Nazione  | Punti |
| ---- | -------- | ----- |
| 1    | Italia   | 3737  |
| 2    | Germania | 3713  |
| 3    | Russia   | 3589  |
| 4    | Norvegia | 3508  |
| 5    | Francia  | 3469  |

## Donne

### Risultati
| Data                                 | Località    | Nazione   | Spec. | Prima                                                                                  | Seconda                                                                                   | Terza                                                                                        |
| ------------------------------------ | ----------- | --------- | ----- | -------------------------------------------------------------------------------------- | ----------------------------------------------------------------------------------------- | -------------------------------------------------------------------------------------------- |
| 8 dicembre 1994                      | Bad Gastein | Austria   | IN    | Anne Briand                                                                            | Simone Greiner-Petter-Memm                                                                | Svjatlana Paramyhina                                                                         |
| 10 dicembre 1994                     | Bad Gastein | Austria   | SP    | Hildegunn Mikkelsplass                                                                 | Elin Kristiansen                                                                          | Irina Milešina                                                                               |
| 11 dicembre 1994                     | Bad Gastein | Austria   | RL    | Francia Corinne Niogret Véronique Claudel Emmanuelle Claret Anne Briand                | Norvegia Elin Kristiansen Åse Idland Annette Sikveland Hildegunn Mikkelsplass             | Germania Uschi Disl Antje Harvey Simone Greiner-Petter-Memm Petra Behle                      |
| 14 dicembre 1994                     | Bad Gastein | Austria   | IN    | Petra Behle                                                                            | Anne Briand                                                                               | Valentyna Cerbe-Nesina                                                                       |
| 16 dicembre 1994                     | Bad Gastein | Austria   | SP    | Simone Greiner-Petter-Memm                                                             | Antje Harvey                                                                              | Uschi Disl                                                                                   |
| 17 dicembre 1994                     | Bad Gastein | Austria   | RL    | Norvegia Åse Idland Annette Sikveland Hildegunn Mikkelsplass Elin Kristiansen          | Germania Antje Harvey Uschi Disl Simone Greiner-Petter-Memm Petra Behle                   | Francia Corinne Niogret Véronique Claudel Emmanuelle Claret Anne Briand                      |
| 19 gennaio 1995                      | Oberhof     | Germania  | IN    | Uschi Disl                                                                             | Simone Greiner-Petter-Memm                                                                | Iva Karagiozova                                                                              |
| 21 gennaio 1995                      | Oberhof     | Germania  | SP    | Anne Briand                                                                            | Nadežda Talanova                                                                          | Mari Lampinen                                                                                |
| 22 gennaio 1995                      | Oberhof     | Germania  | TM    | Francia Florence Baverel-Robert Emmanuelle Claret Corinne Niogret Anne Briand          | Ucraina Olena Petrova Nadežda Belova Valentyna Cerbe-Nesina Tetjana Vodopjanova           | Rep. Ceca Renata Novotná Jiřina Rázlová Petra Nosková Eva Háková                             |
| 26 gennaio 1995                      | Ruhpolding  | Germania  | IN    | Svjatlana Paramyhina                                                                   | Florence Baverel-Robert                                                                   | Nathalie Santer                                                                              |
| 28 gennaio 1995                      | Ruhpolding  | Germania  | SP    | Magdalena Wallin                                                                       | Florence Baverel-Robert                                                                   | Nadežda Talanova                                                                             |
| 29 gennaio 1995                      | Ruhpolding  | Germania  | RL    | Germania Uschi Disl Antje Harvey Simone Greiner-Petter-Memm Petra Behle                | Russia Nadežda Talanova Svetlana Pečërskaja Galina Kukleva Anfisa Rezcova                 | Francia Corinne Niogret Emmanuelle Claret Florence Baverel-Robert Anne Briand                |
| Campionati mondiali di biathlon 1995 |             |           |       |                                                                                        |                                                                                           |                                                                                              |
| 16 febbraio 1995                     | Anterselva  | Italia    | TM    | Norvegia Elin Kristiansen Annette Sikveland Gunn Margit Andreassen Ann Elen Skjelbreid | Germania Kathi Schwaab Simone Greiner-Petter-Memm Uschi Disl Petra Behle                  | Francia Emmanuelle Claret Véronique Claudel Anne Briand Corinne Niogret                      |
| 16 febbraio 1995                     | Anterselva  | Italia    | IN    | Corinne Niogret                                                                        | Uschi Disl                                                                                | Ekaterina Dafovska                                                                           |
| 18 febbraio 1995                     | Anterselva  | Italia    | SP    | Anne Briand                                                                            | Uschi Disl                                                                                | Corinne Niogret                                                                              |
| 19 febbraio 1995                     | Anterselva  | Italia    | RL    | Germania Uschi Disl Antje Harvey Simone Greiner-Petter-Memm Petra Behle                | Francia Corinne Niogret Véronique Claudel Florence Baverel-Robert Anne Briand             | Norvegia Ann Elen Skjelbreid Hildegunn Mikkelsplass Annette Sikveland Gunn Margit Andreassen |
| 9 marzo 1995                         | Lahti       | Finlandia | IN    | Martina Halinárová                                                                     | Andreja Grašič                                                                            | Corinne Niogret                                                                              |
| 11 marzo 1995                        | Lahti       | Finlandia | SP    | Svjatlana Paramyhina                                                                   | Galina Kukleva                                                                            | Emmanuelle Claret                                                                            |
| 12 marzo 1995                        | Lahti       | Finlandia | RL    | Germania Uschi Disl Antje Harvey Simone Greiner-Petter-Memm Petra Behle                | Norvegia Ann Elen Skjelbreid Liv Grete Skjelbreid Hildegunn Mikkelsplass Elin Kristiansen | Russia Ol'ga Mel'nik Nadežda Talanova Irina Milešina Galina Kukleva                          |
| 16 marzo 1995                        | Lillehammer | Norvegia  | IN    | Svjatlana Paramyhina                                                                   | Nadežda Talanova                                                                          | Galina Kukleva                                                                               |
| 18 marzo 1995                        | Lillehammer | Norvegia  | SP    | Galina Kukleva                                                                         | Anne Briand                                                                               | Emmanuelle Claret                                                                            |
| 19 marzo 1995                        | Lillehammer | Norvegia  | RL    | Francia Florence Baverel-Robert Emmanuelle Claret Anne Briand Corinne Niogret          | Germania Uschi Disl Antje Harvey Simone Greiner-Petter-Memm Petra Behle                   | Norvegia Ann Elen Skjelbreid Liv Grete Skjelbreid Annette Sikveland Elin Kristiansen         |

Legenda:

IN = individuale

SP = sprint

RL = staffetta

TM = gara a squadre

### Classifiche

#### Generale
| Pos. | Nome                    | Nazione     | Punti |
| ---- | ----------------------- | ----------- | ----- |
| 1    | Anne Briand             | Francia     | 241   |
| 2    | Svjatlana Paramyhina    | Bielorussia | 232   |
| 3    | Uschi Disl              | Germania    | 220   |
| 4    | Corinne Niogret         | Francia     | 208   |
| 5    | Magdalena Wallin        | Svezia      | 178   |
| 6    | Florence Baverel-Robert | Francia     | 172   |
| 7    | Nadežda Talanova        | Russia      | 167   |
| 7    | Andreja Grašič          | Slovenia    | 167   |
| 9    | Mari Lampinen           | Finlandia   | 155   |
| 10   | Petra Behle             | Germania    | 153   |

#### Individuale
| Pos. | Nome                    | Nazione     | Punti |
| ---- | ----------------------- | ----------- | ----- |
| 1    | Svjatlana Paramyhina    | Bielorussia | 128   |
| 2    | Uschi Disl              | Germania    | 114   |
| 3    | Anne Briand             | Francia     | 111   |
| 4    | Corinne Niogret         | Francia     | 103   |
| 5    | Florence Baverel-Robert | Germania    | 92    |

#### Sprint
| Pos. | Nome                   | Nazione     | Punti |
| ---- | ---------------------- | ----------- | ----- |
| 1    | Anne Briand            | Francia     | 130   |
| 2    | Uschi Disl             | Germania    | 106   |
| 3    | Svjatlana Paramyhina   | Bielorussia | 105   |
| 3    | Corinne Niogret        | Francia     | 105   |
| 5    | Hildegunn Mikkelsplass | Germania    | 78    |

#### Staffetta
| Pos. | Nazione  | Punti |
| ---- | -------- | ----- |
| 1    | Germania | 116   |
| 2    | Francia  | 110   |
| 3    | Norvegia | 106   |
| 4    | Russia   | 92    |
| 5    | Polonia  | 82    |

#### Nazioni
| Pos. | Nazione  | Punti |
| ---- | -------- | ----- |
| 1    | Francia  | 3796  |
| 2    | Germania | 3692  |
| 3    | Russia   | 3497  |
| 4    | Norvegia | 3488  |
| 5    | Ucraina  | 3396  |